# Araceli Segarra
Araceli Segarra (* 26. März 1970 in Lleida, Spanien) ist eine spanische Extrembergsteigerin. Sie erstieg 1996 als erste Frau Spaniens den Mount Everest.

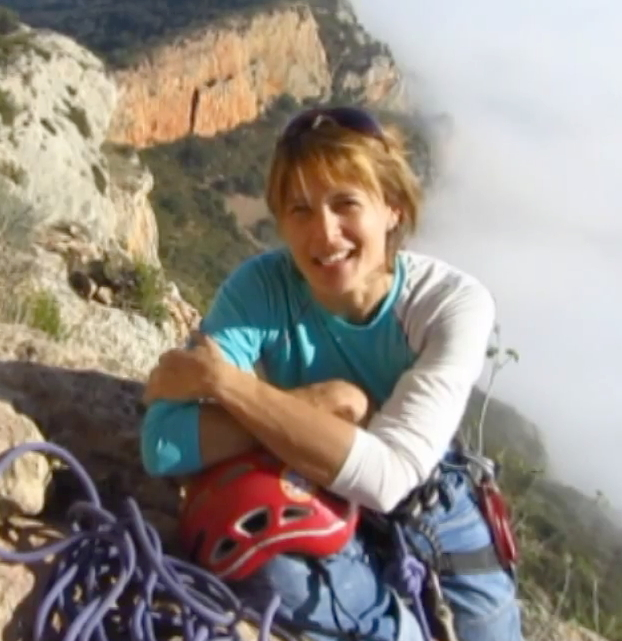
Araceli Segarra

## Bergsportkarriere
Im Alter von 15 Jahren begann Segarra in den Pyrenäen mit dem Bergsport, zunächst in Form von Höhlenklettern dann Klettersport, Skitourengehen, Eisklettern und Mountainbiking. Im Alter von 18 Jahren bestieg sie den Toubkal in Marokko (4167 m) und den Mount Kenya in Kenia (5199 m). 
Ihre erste Expedition in den Himalaya führte sie im Alter von 21 Jahren zum Broad Peak (8051 m); die Besteigung wurde in einer Höhe von 7100 m abgebrochen. Weitere Versuche galten zu der Zeit den Bergen Kangchendzönga (8586), Shishapangma (8027) und K2 (8611). Im Alter von 26 Jahren bestieg sie nach einem abgebrochenen Erstversuch erfolgreich den Mount Everest (8848 m). Sie war Teilnehmerin eines Filmteams, die im IMAX-Format einen Dokumentarfilm über die Besteigung drehten. Sie erlebte dabei das Unglück am Mount Everest, bei dem infolge eines Wetterumschwungs acht Personen zu Tode kamen. Viele weitere Gipfel auf der Welt hat sie bis heute bestiegen, teilweise auch auf neuen Routen.

## Beruf
1995 erwarb Segarra einen Abschluss als Physiotherapeutin. 2008 begann sie als Autorin und Illustratorin von Kindergeschichten mit der Serie „Los Viajes de Tina“ (Tinas Reisen). 2014 erschien ihr Buch „Ni tan alto, Ni tan dificil“ (Nicht so hoch, nicht so schwer). Es beschreibt den Berg als eine Metapher des Lebens und gibt Anregungen, um eigene Ziele besser zu erreichen. Von dem Buch gibt es eine italienische und eine englische Übersetzung, insgesamt wurden bisher 25.000 Exemplare verkauft. Mit diesen Themen und mit ihren Erlebnissen ist Segarra inzwischen als Moderatorin und Rednerin aktiv. In den letzten 20 Jahren ist sie nach eigenen Angaben auf über 300 Konferenzen aufgetreten.